# Квадрилион
Квадрилионът е цяло, естествено, голямо число, равно на 1 000 000 000 000 000 или 1015 (десет на петнадесета степен).
Десетичната представка за квадрилион в Международната система единици е „пета“ (P), а дробната представка за една квадрилионна част – „фемто“ (f). Един петабайт (1 PB) съдържа 1015 байта, а един фемтометър (1 fm) е една квадрилионна част от метъра.